# دایسوکه ماتسویاما
دایسوکه ماتسویاما (ژاپنی: 松山 大輔؛ زادهٔ ۲۰ ژوئیهٔ ۱۹۷۲) یک بازیکن فوتبال اهل ژاپن است.
از باشگاه‌هایی که در آن بازی کرده‌است می‌توان به باشگاه فوتبال سانفریس هیروشیما اشاره کرد.